# Detlef Kappeler

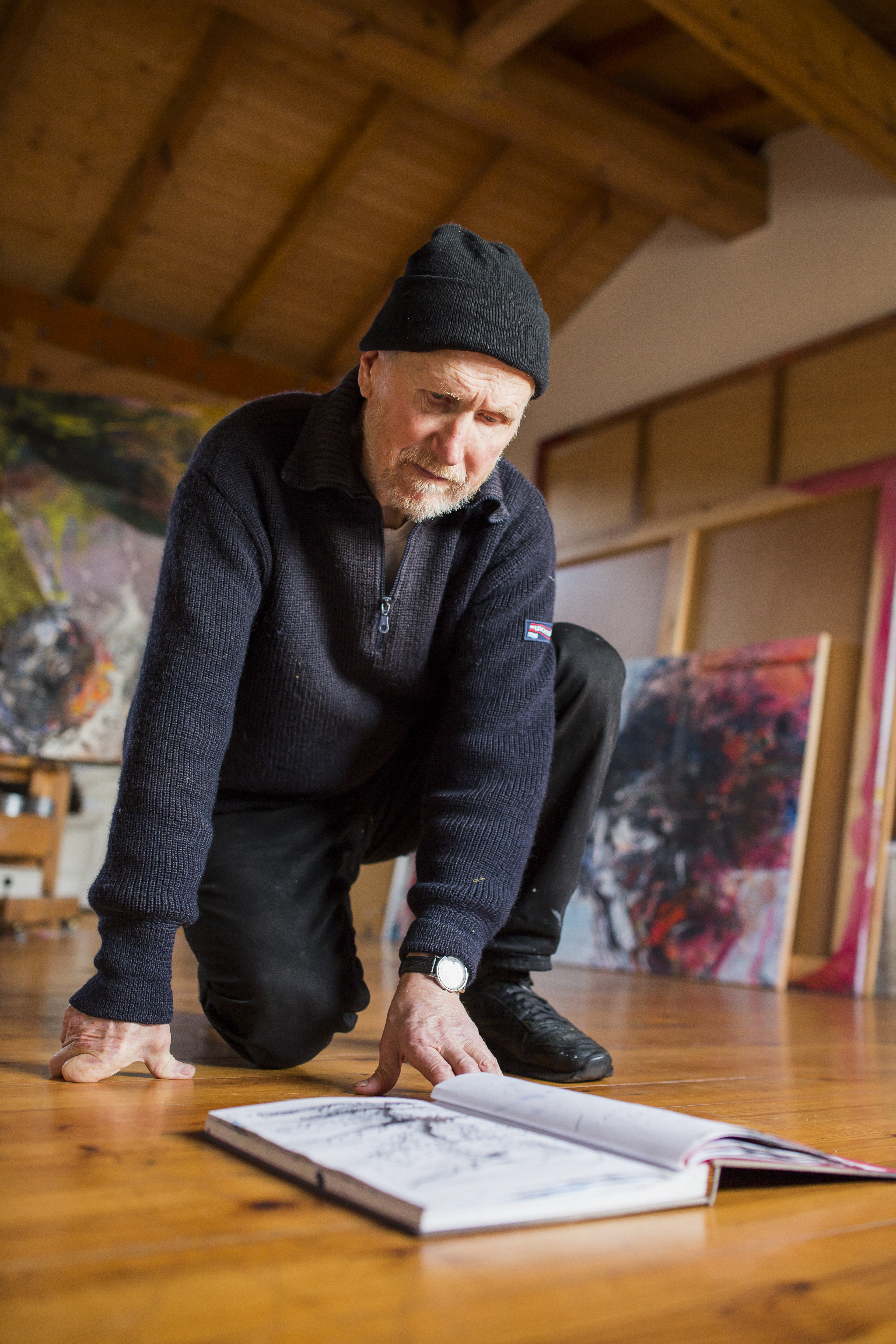
Detlef Kappeler, Muxía (A Coruña). Foto: Xesús Búa.

Detlef Kappeler (* 23. Juli 1938 in Stettin) ist ein deutscher Architekt, Maler,  Zeichner und Hochschullehrer.  Er widmet sich in seinen Arbeiten hauptsächlich den existenziellen Themen menschlichen Daseins. Dabei reagiert er auf postmoderne und dekonstruktivistische Strömungen.

## Leben
Kappeler wurde in Stettin geboren, wo er trotz der fast vollständigen Zerstörung bis 1945 aufwuchs. Nach der Flucht im „Treck“ unter den Angriffen von Tieffliegern gelangte er über Schwerin und zweijährigem Aufenthalt in einem Flüchtlingslager in Schleswig-Holstein nach Hamburg. Die Erlebnisse im Krieg und auf der Flucht hinterließen in ihm bis heute beklemmende Erinnerungen, die er immer wieder in seinen Werken zu verarbeiten versucht.
Von 1958 bis 1965 studiert Kappeler Architektur an der  Technischen Universität Hannover. Ein prägender Lehrer war Kurt Sohns. Danach schloss er ein Studium der freien Malerei an der Hochschule für bildende Künste Hamburg an.
1974 wurde er als Professor und Nachfolger von Kurt Sohns an den Lehrstuhl für Malerei und Grafik an die Architekturabteilung der TU Hannover berufen. Ab 1979 hatte er zudem  eine Wohnung mit Atelier in Warpe-Nordholz Nr. 18.
Nach seiner Ausstellung Auf der Suche in der Galeria Gaspar in Barcelona verlegte er 1994 seine Werkstatt in die „Ciutat vella“. Dort entstanden Zyklen wie „Raum“ oder „Diskrepanzen“ in Santa Maria del Mar.
2001 würdigt eine umfangreiche Werkschau in Oldenburg unter dem Titel Transparenzen sein Schaffen im Stadtmuseum und Horst-Janssen-Museum.

## Ausstellungen
- 1968  Raum-Bild-Ensemble, Martin Luther King-Haus, Hamburg
- 1969  Galerie im Zimmertheater, Tübingen
- 1969  Raum-Bild-Interdependenzen, Ingenieurschule Hamburg-Bergedorf
- 1970  Galerie Ostentor, Dortmund
- 1971  Hamburger Kunsthalle
- 1971  Universitätsaugenklinik Hamburg-Eppendorf
- 1972  Stipendium der Cité internationale des arts, Paris.
- 1973  Kunsthalle Bielefeld.
- 1975  Kunstverein Hannover.
- 1976  Museum Bochum
- 1980  Salecina, Engadin
- 1983  Goethe-Institut Paris.
- 1983  Goethe-Institut, Bremen
- 1985  Ernst-Deutsch-Theater, Hamburg
- 1986  Lessing-Dokumentation im Kunstverein Hannover.
- 1990  Auf der Suche nach Carl von Ossietzky, Galerie am Chamissoplatz, Literarisches Colloquium, Club der Kulturschaffenden, Berlin.
- 1990/91 Raum-Bild-Installation in der Carl von Ossietzky Universität Oldenburg
- 1991  Kunstverein Oldenburg
- 1994  Kunstverein Lingen
- 1994  Sala Gaspar, Galeria d’art, Barcelona.
- 1994  Galerie Tammen und Busch, Berlin.
- 1995  Künstlerhaus Göttingen
- 1997/98 Carl von Ossietzky-Universität, Oldenburg.
- 2001 Horst-Janssen-Museum Oldenburg, Stadtmuseum Oldenburg.
- 2001 Städtisches Museum Breslau
- 2002 Nationalmuseum Stettin
- 2003 Galerie Art Centre, Barcelona.
- 2005 DIZ Emslandlager Papenburg - Schenkung von 63 Arbeiten zu Carl von Ossietzky.
- 2005 AWO Oldenburg.
- 2007 Kunstraum Schiffbauergasse, Potsdam
- 2007 Moses Mendelssohn Zentrum Potsdam - Schenkung von 14 Arbeiten.
- 2008 Kubus Hannover.
- 2010 Vigo, Caixanova Spanien.
- 2013 Madrid, Casa de Galicia.
- 2013 Freden, Internationale Musiktage Juli-August.
- 2014 Zu Carl von Ossietzky (1987), Gedenkstätte Esterwegen.
- 2015 Faro Vilán, Camariñas.
- 2015 Sala Antón Mouzo, Vimianzo.
- 2019 Igrexa da Universidade, Santiago de Compostela.
- 2022 Fundación Museo del Grabado a la Estampa Digital, Ribeira.

## Preise
- 1966  Förderpreis des Niedersächsischen Kunstpreises für Architektur und Malerei
- 1973  Lichtwark-Stipendiatenpreis, Hamburg